# Městečko (Chotýšany)
Městečko (Duits: Miestetschko) is een Tsjechische plaats in de gemeente Chotýšany, regio Midden-Bohemen, en maakt deel uit van het district Benešov. Het dorp ligt op ongeveer 1,5 kilometer afstand van Chotýšany en op ongeveer 11 kilometer afstand van de stad Benešov.
Městečko telt 92 inwoners (2021).

## Geografie
De rivier de Chotýšanka, een zijrivier van de Blanice, stroomt door het dorp.

## Geschiedenis
De eerste schriftelijke vermelding van het dorp dateert van 1411.
In 1960 werd Městečko, samen met Chotýšany, ingedeeld bij het district Benešov.

## Verkeer en vervoer

### Autowegen
Er leidt een regionale weg (weg II/112) naar het dorp.

### Spoorlijnen
Er is een station in Městečko, dat bediend wordt door treinen van spoorlijn 222 Benešov - Trhový Štěpánov.

### Buslijnen
Er is één bushalte bij het dorp:
| Halte                        | Lijn    | Traject                           | Vervoerder   |
| ---------------------------- | ------- | --------------------------------- | ------------ |
| Chotýšany, Městečko, Rozchod | 406 773 | Benešov - Vlašim Benešov - Vlašim | CŠAD Benešov |

## Bezienswaardigheden
- Dorpskapel;
- Pagode in een oude boerderij.

## Galerij

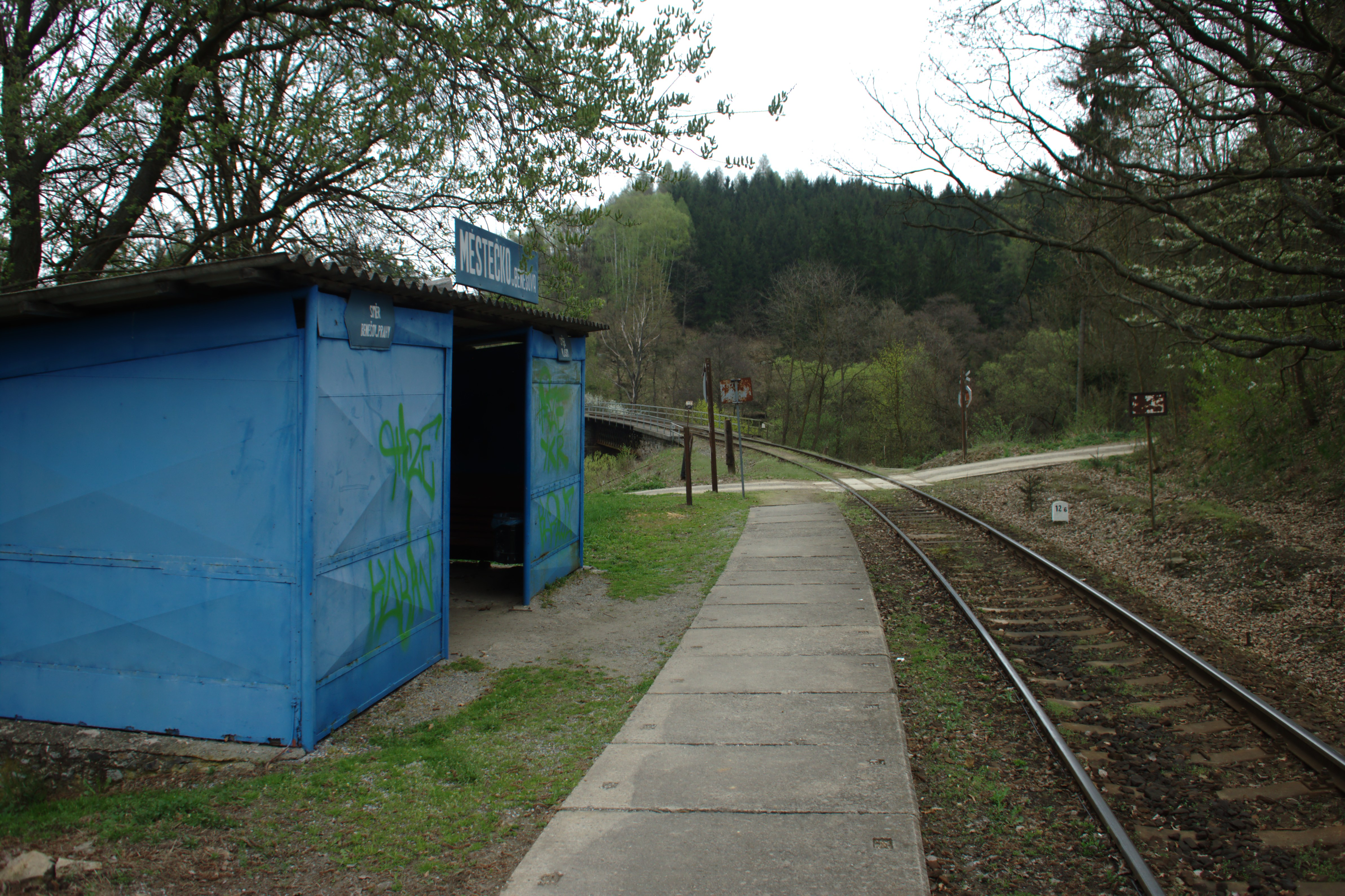
Station Městečko (2013)
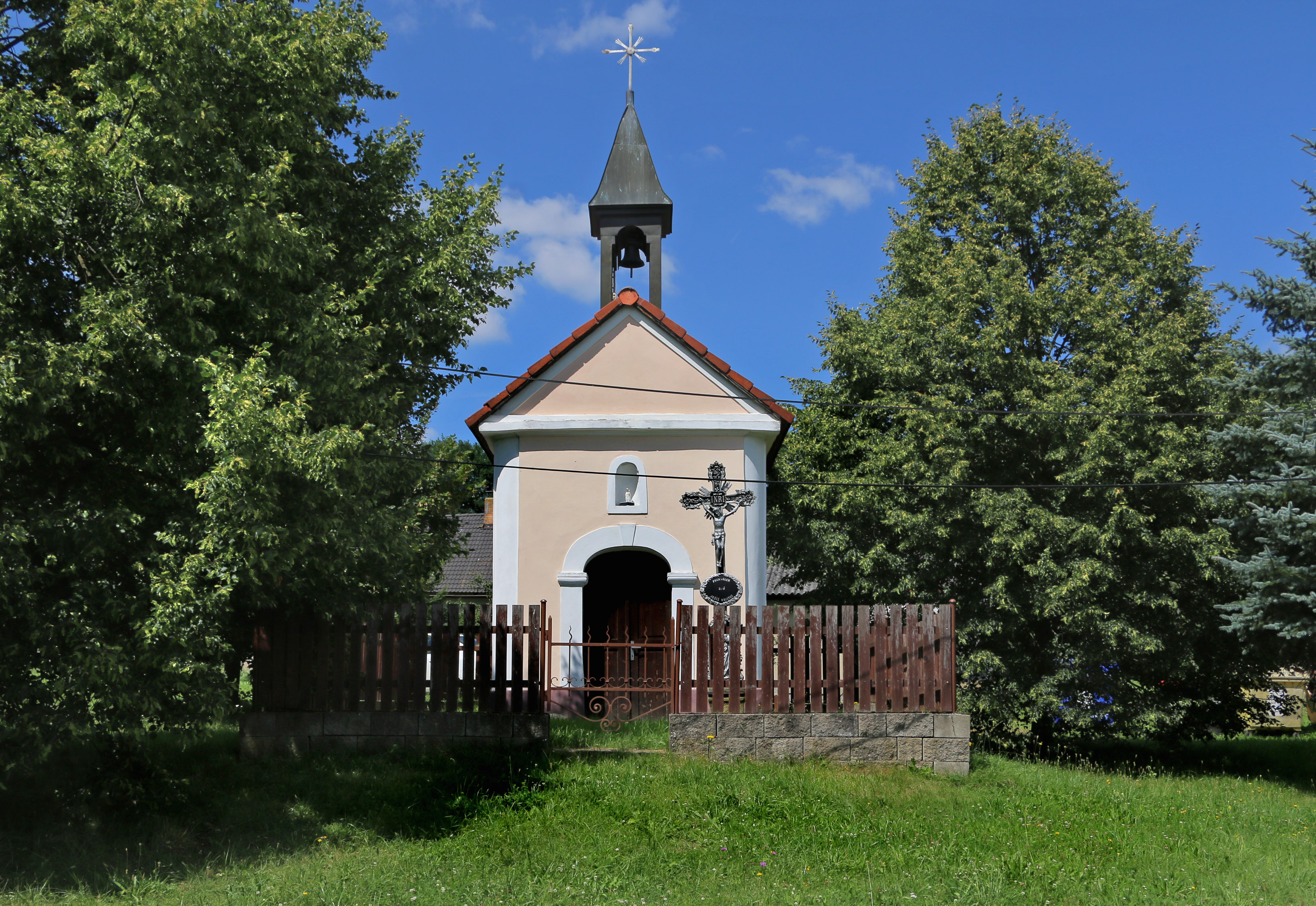
Dorpskapel (2020)
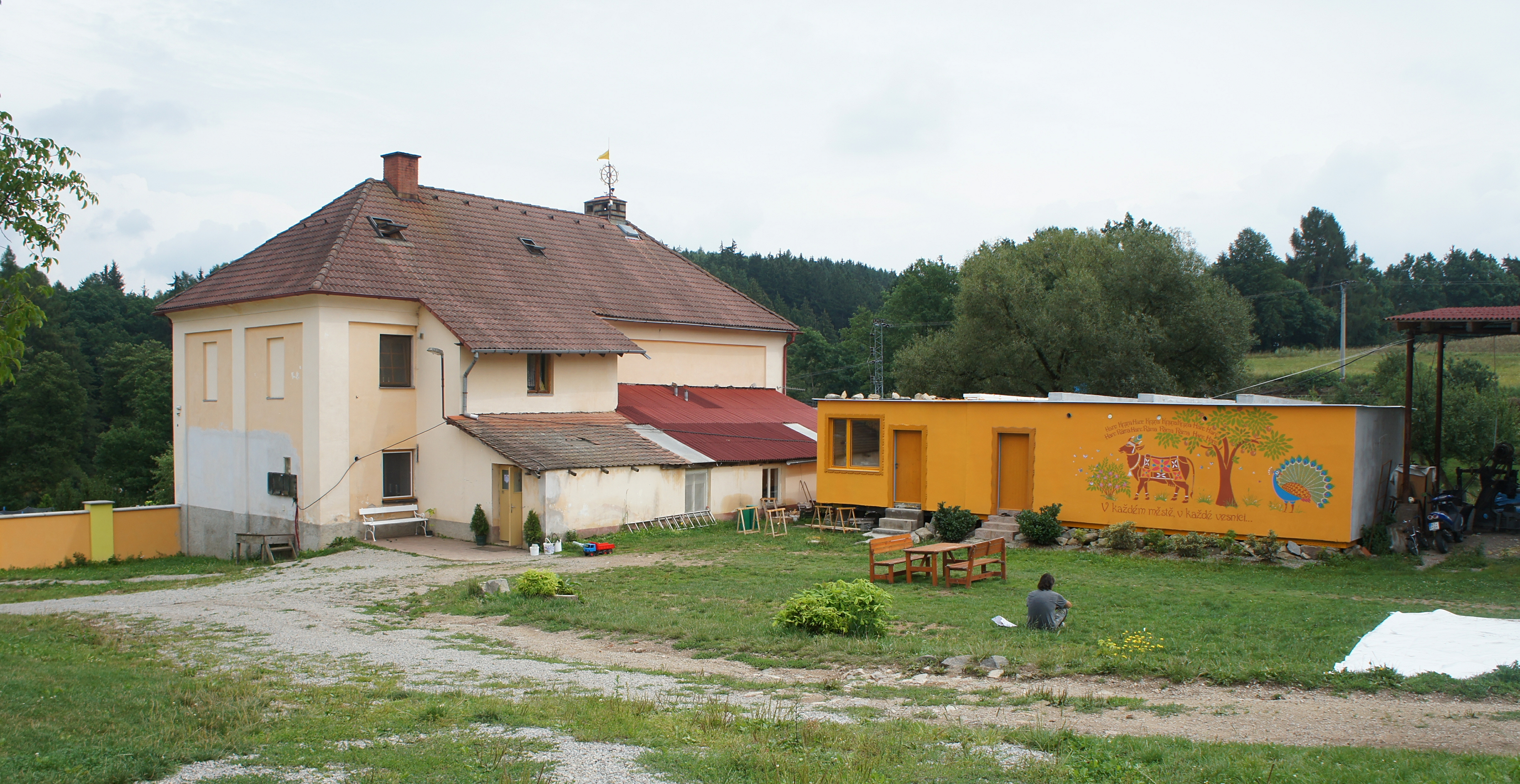
Pagode (buitenzijde - 2014)
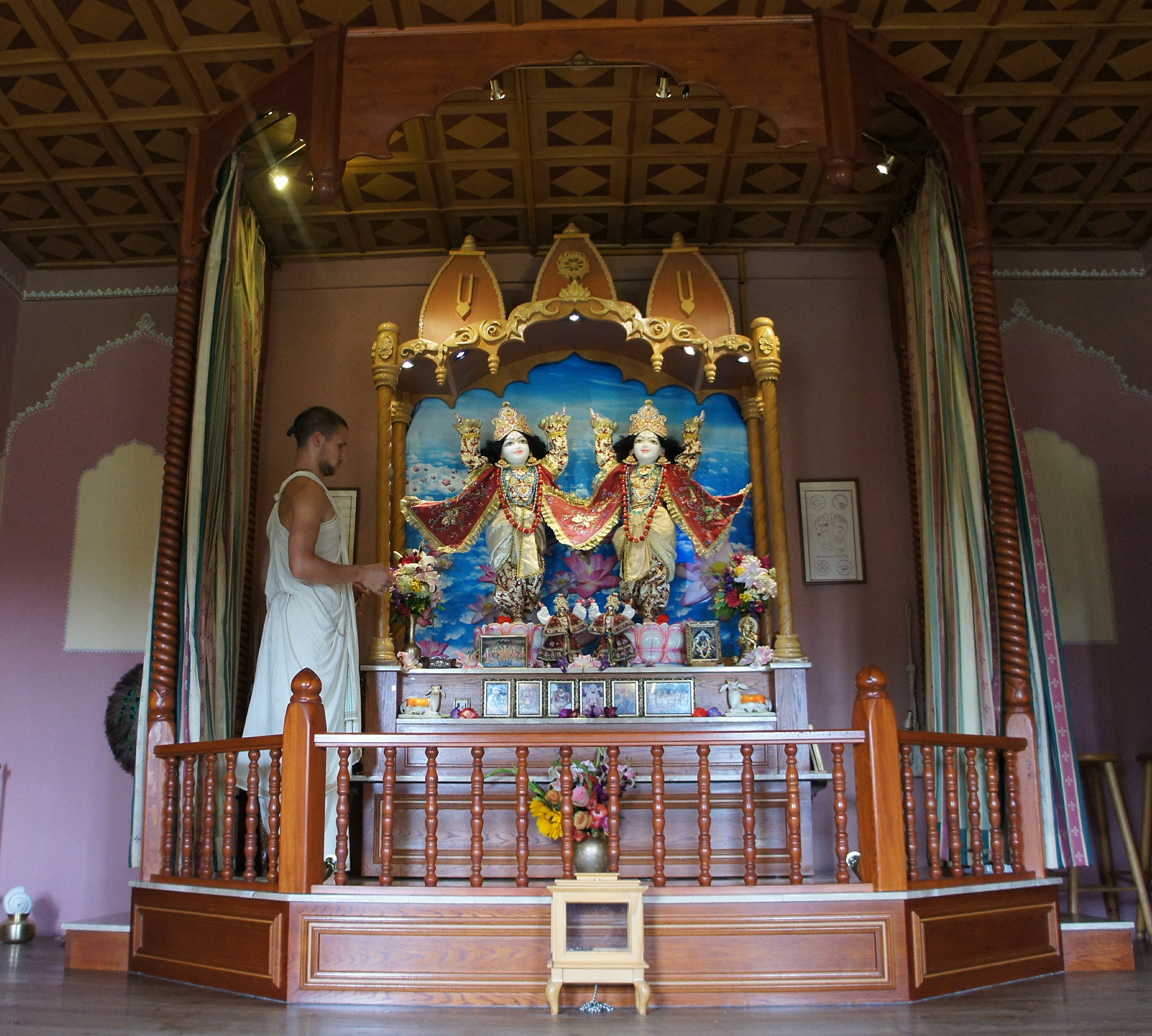
Pagode (binnenzijde - 2014)
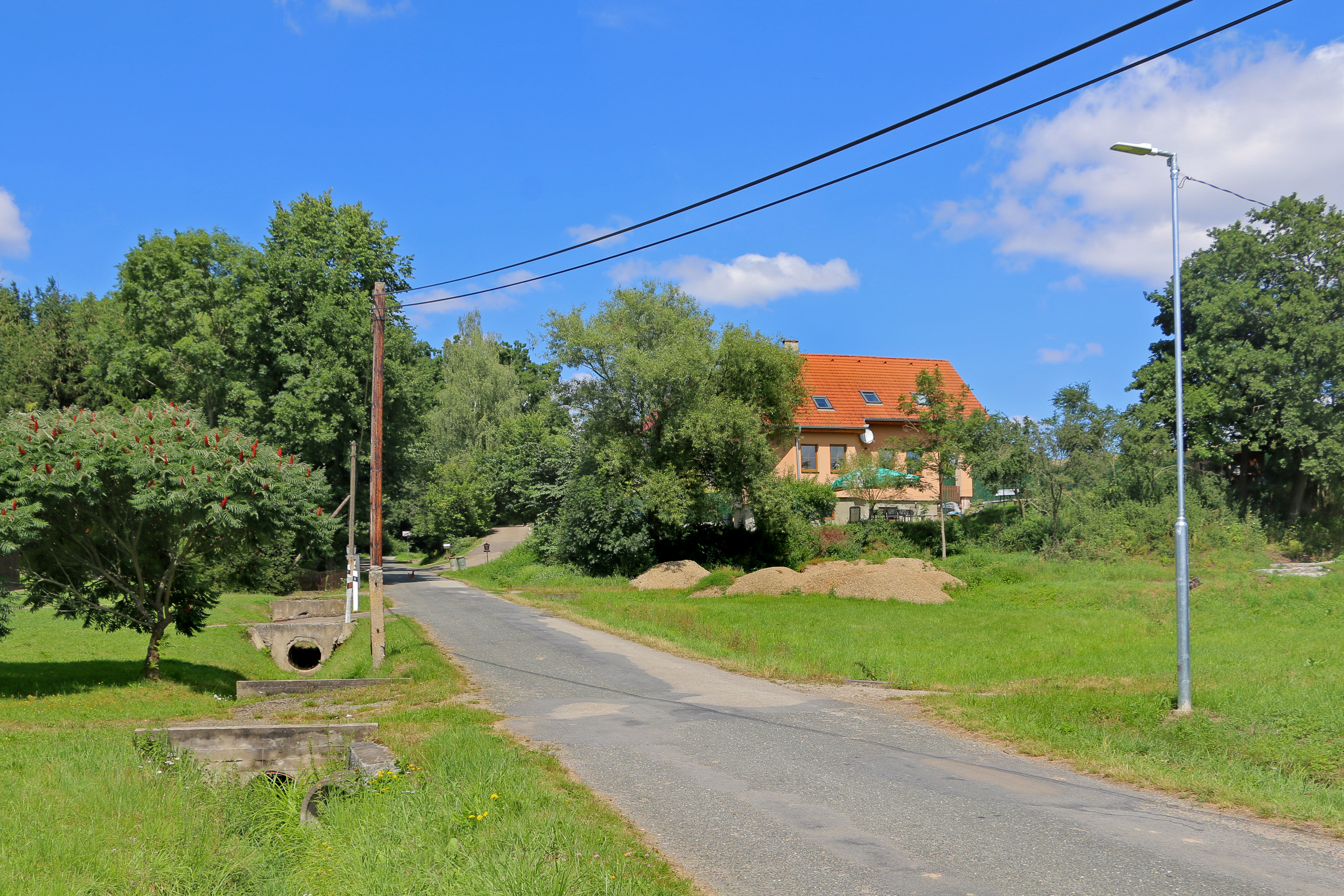
Huis aan de noorkant (2020)
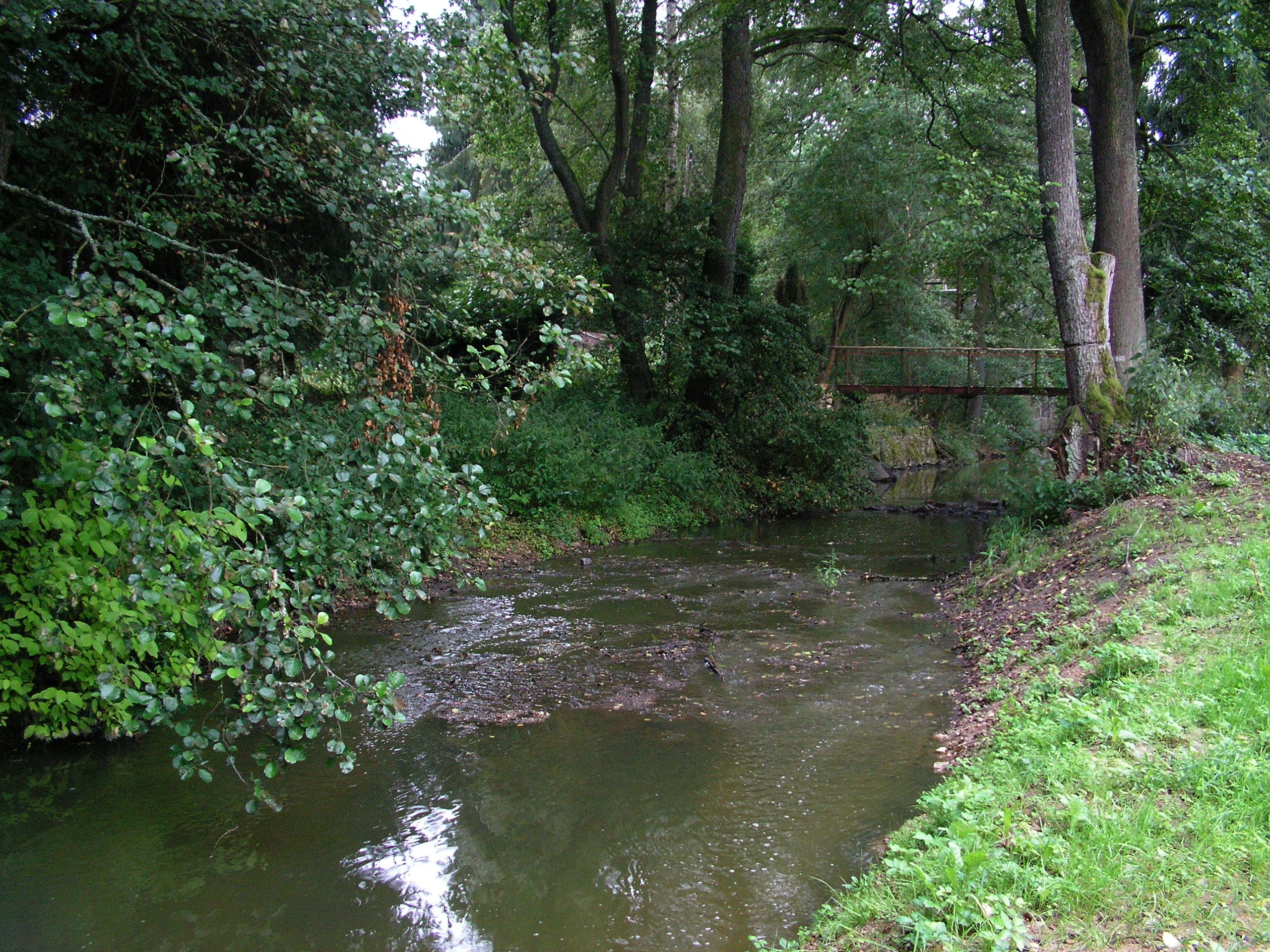
Rivier de Chotýšanka (2014)
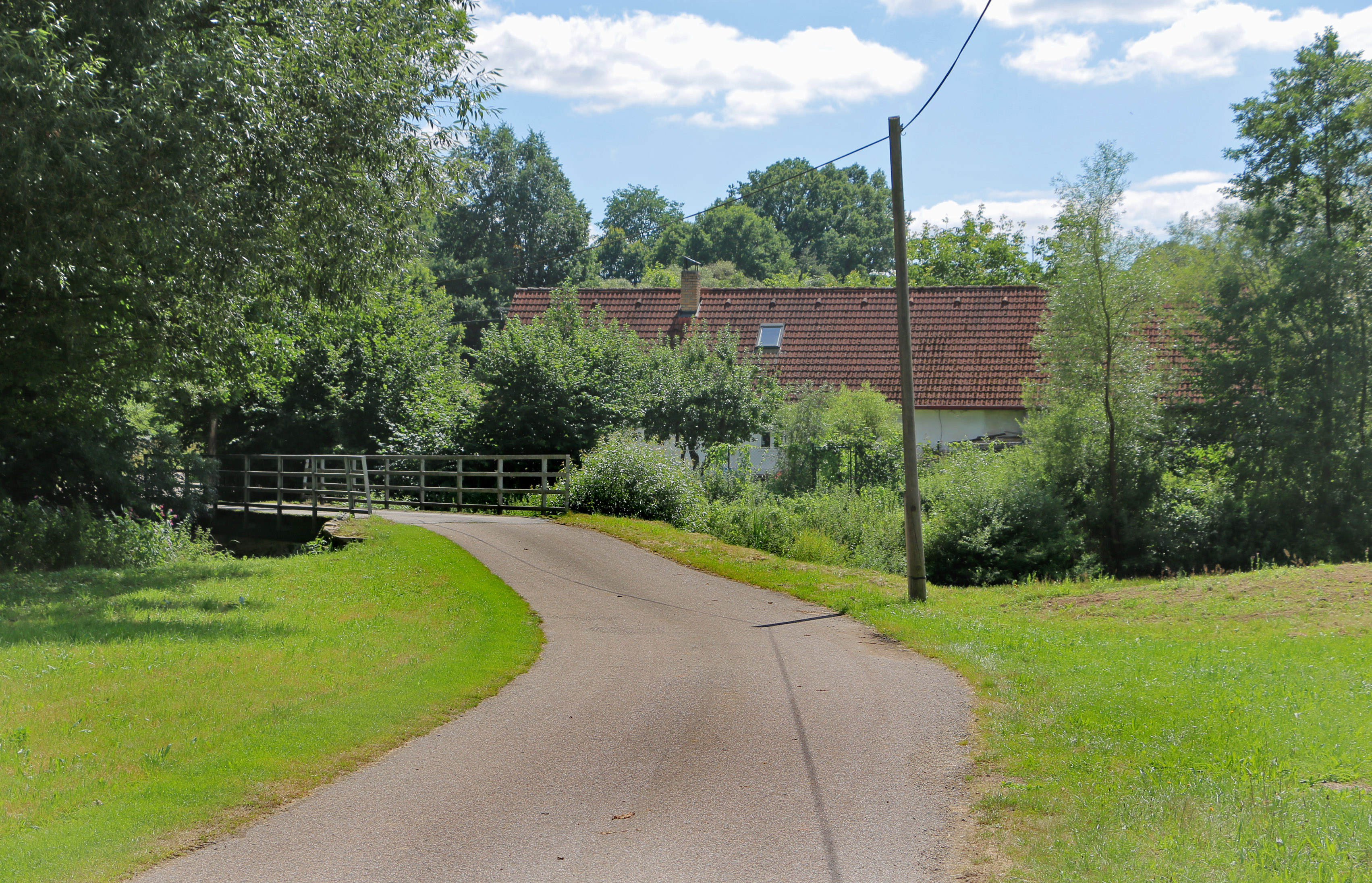
Brug over de Chotýšanka (2020)